# 東京堂モデルカンパニー
東京堂モデルカンパニー (とうきょうどうもでるかんぱにー) は、かつて日本にあった鉄道模型メーカーである。

## 概要
東京都品川区中延に本社を置き、鉄道模型の製造・販売を行っていた。正式な商号は「有限会社東京堂」。
当初は中古の鉄道模型販売店であったが、後に鉄道模型の完成品やキットの製造に参入した。1990年代後半からはシリコンゴム型を用いたポリウレタンレジン注型による製品が主流となっていた。製品の素材や販売形態によりブランド名を細分化していた。製品化も鉄道会社やバス会社から許可を得ないで無許可で製品化をしてた。
しかし2009年に突如経営が破綻し、倒産した。

## 製品
東京堂にて製造・発売されていた主な自社ブランドを記す。主にNゲージを扱っていた。

### ブランド
- 東京堂 - Nゲージ金属キット
- 東京堂プラス - シリコン注型レジン製Nゲージキット
- T2コレクションシリーズ - シリコン注型レジン製Nゲージ完成品
- エバラボデー - HOゲージ車両キットおよび完成品
- 東京堂プラスハイブリッド - シリコン注型レジンと金属パーツを併用するNゲージキット
- TEXT - 射出成形によるプラスチック製Nゲージ完成品

TEXTブランドでは、当初数種類の製品が発売予定に盛り込まれていたが、実際に発売されたものは419系と715系およびそのバリエーションのみであった。
TEXTブランドを除く完成品は、動力など足回りを他社完成品を流用していた。

## 店舗
当初は鉄道模型の中古品を扱う鉄道模型販売店であり、後に「TMステーション」として関東・関西に4店舗を構えた。鉄道模型以外では鉄道グッズ・鉄道部品・鉄道書籍なども扱っていた。
店舗以外としてはインターネット通販も行っていた他、鉄道模型イベントにも出展していた。2009年9月に全ての業務を停止、各店舗とも閉鎖された。
- 東京堂モデルカンパニーショップ (東京都品川区)
- TMステーション日本橋 (大阪市浪速区)
- TMステーション秋葉原 (東京都千代田区)
- TMステーション川口 (埼玉県川口市)
- TMステーションホビスタ尼崎 (兵庫県尼崎市)